# Aderbale (re)
Aderbale (... – 112 a.C.) fu re della Numidia dal 118 al 112 a.C..
Primogenito del re Micipsa, salì al potere alla sua morte, ma, forse su pressione dei Romani, che temevano la forza di uno Stato numida unificato, dovette condividere il potere con il fratello minore Iempsale e col cugino (e fratello adottivo) Giugurta (come già era stato imposto da Scipione Emiliano all'epoca della successione di Massinissa).
La divisione dello Stato doveva essere di tipo territoriale, ma non vi fu modo di definirla con precisione. Ben presto Iempsale, che si era stabilito provvisoriamente a Thirmida, venne ucciso, con tutta probabilità su istigazione di Giugurta, che oramai non faceva più mistero di mirare alla conquista dell'intero regno. Aderbale, sconfitto in battaglia dal più esperto cugino, dovette rifugiarsi nella Provincia d'Africa, da cui poi andò nella stessa Roma per fare valere i propri diritti.
Ma anche Giugurta aveva forti appoggi in Senato, sia per i meriti acquisiti durante l'assedio di Numanzia, sia perché non esitava ad usare la corruzione. La decisione fu quindi quella di inviare in Numidia una commissione senatoriale, con lo scopo di ripartire il regno tra i due. Nel 117 a.C., l'arbitrato di L. Opimio stabilì che a Giugurta andasse la parte occidentale (l'antico regno dei Massesili), confinante con la Mauretania, più ricca e popolosa, mentre ad Aderbale spettava la parte orientale (l'antico regno dei Massili), con Cirta come capitale, più urbanizzata e ricca di porti.
Ciononostante, Giugurta non esitò ad invadere il territorio del cugino, e Aderbale dovette rifugiarsi a Cirta, che venne posta sotto assedio. Al termine dell'assedio (112 a.C.), nonostante le promesse di salvargli la vita, Giugurta fece torturare ed uccidere Aderbale, e non risparmiò nemmeno i commercianti italici della città, che avevano fatto da mediatori, convincendolo ad arrendersi. Questa uccisione di cittadini romani fu il pretesto che i Romani utilizzarono poi per dichiarare guerra a Giugurta.
Sulla personalità di Aderbale poco si riesce a ricavare dai dati degli storici antichi. Appare indubbio che fosse meno capace, e meno esperto, di Giugurta in quello che concerne le arti militari, e molti indizi inducono a pensare che fosse piuttosto portato, come il padre a governare pacificamente e con saggezza.